# Dolina Wielicka

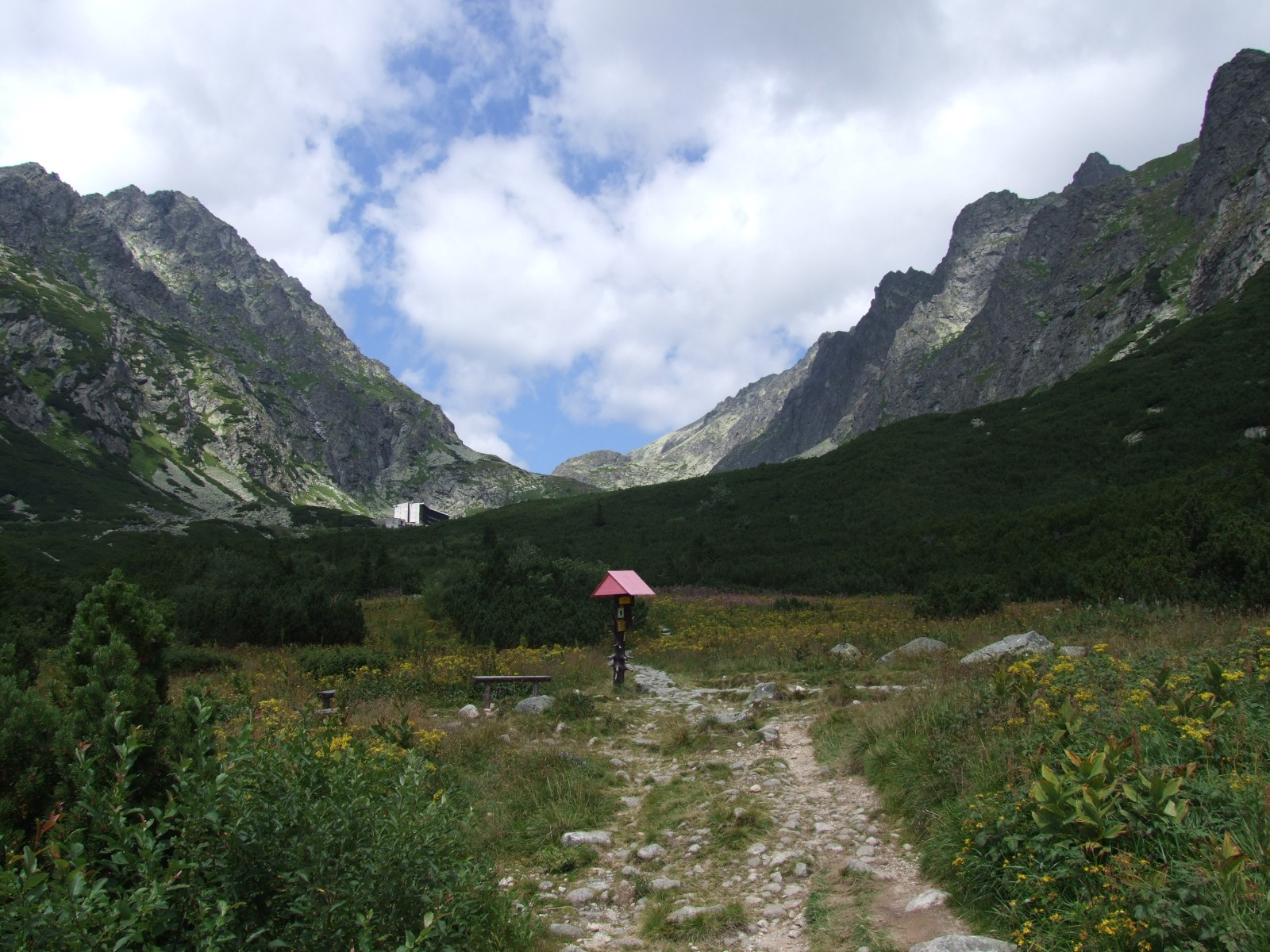
Wyżnia Wielicka Polana

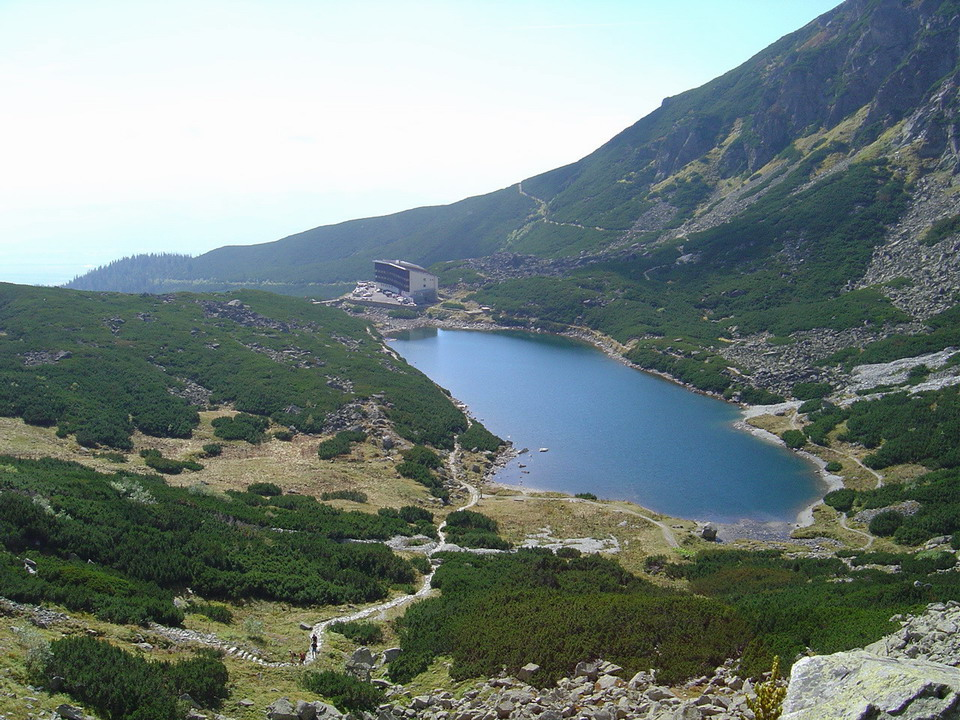
Wielicki Staw i Śląski Dom

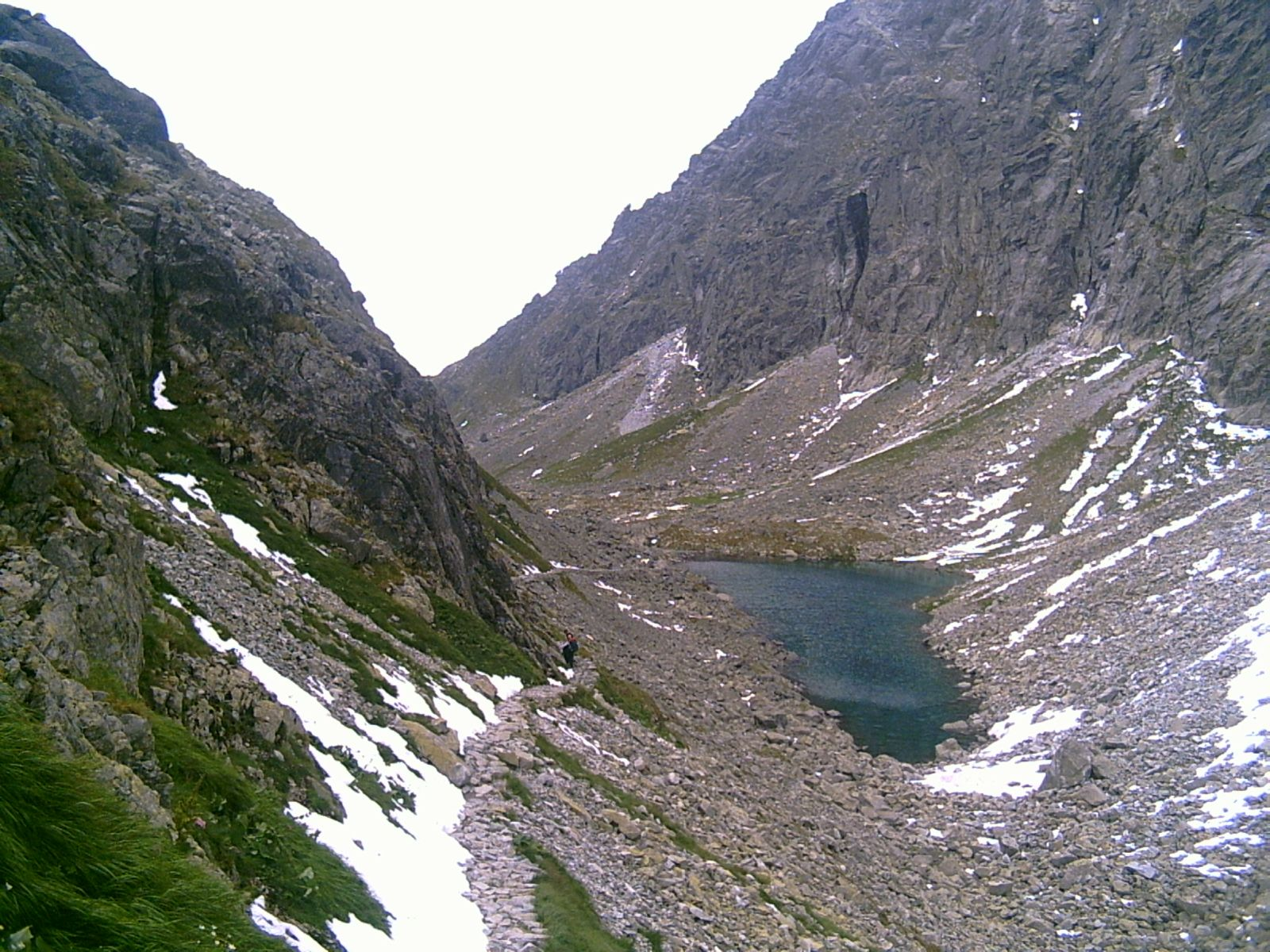
Górne partie Doliny Wielickiej, Długi Staw (Dlhé pleso)

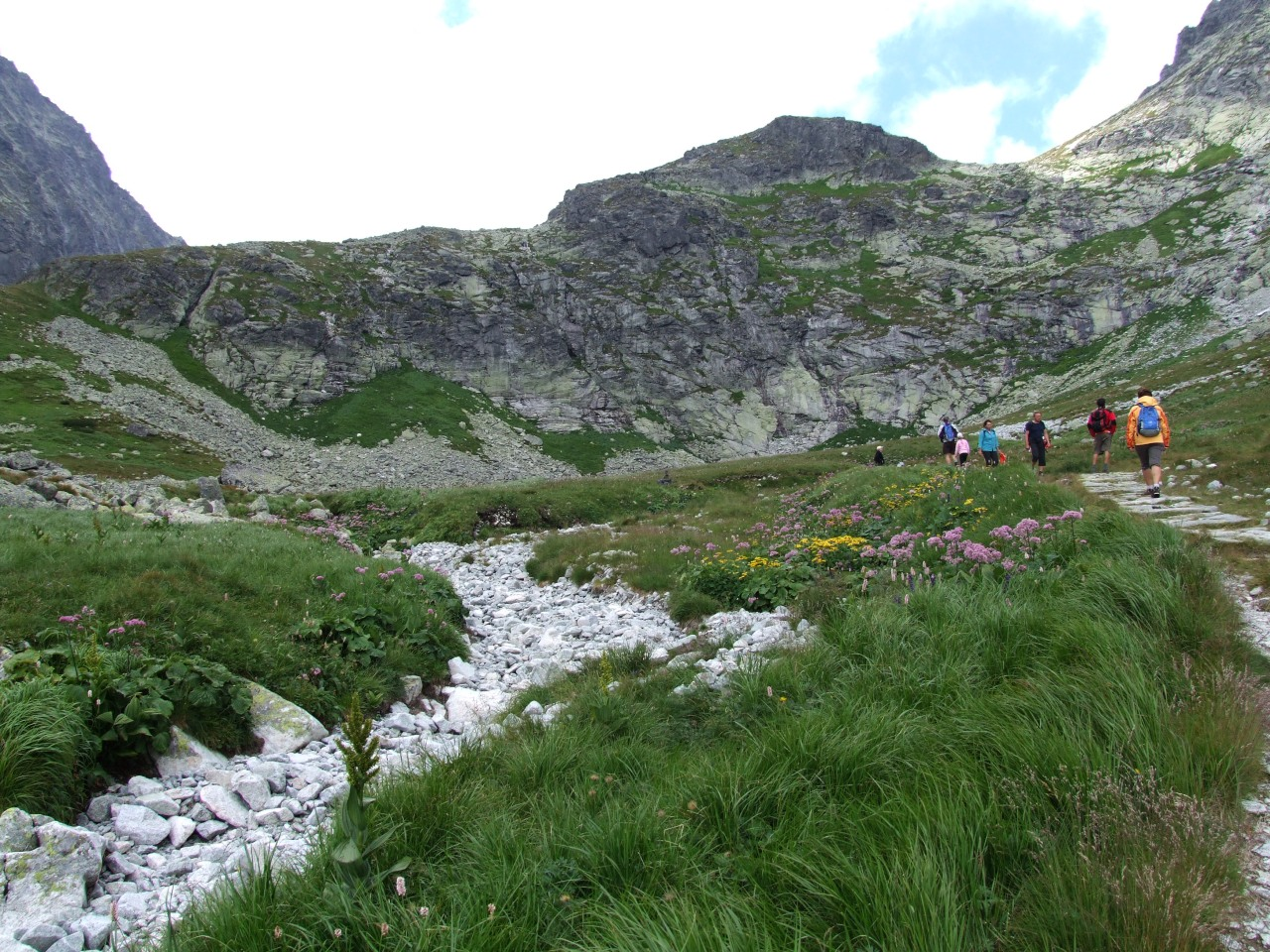
Wyżni Wielicki Ogród

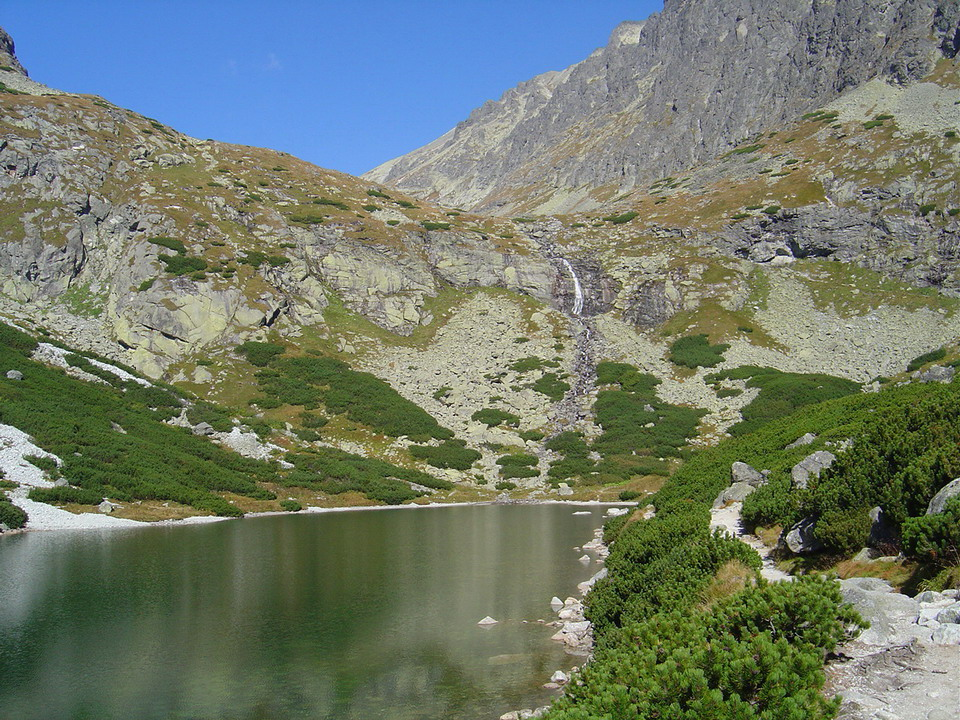
Wielicka Siklawa nad Wielickim Stawem

Dolina Wielicka (słow. Velická dolina, niem. Felker Tal, węg. Felkai-völgy) – tatrzańska dolina walna położona na terenie Słowacji, po południowej stronie grani Tatr Wysokich. Należy do dwu najmniejszych dolin walnych, ma tylko ok. 6,0 km długości i 5,7 km² powierzchni.

## Topografia
Dolina Wielicka graniczy:
- od wschodu z Doliną Sławkowską (Slavkovská dolina), rozdziela je grań Granatów Wielickich (Velické Granáty) odchodząca od Staroleśnego Szczytu (Bradavica),
- od północnego wschodu z Doliną Staroleśną (Veľká Studená dolina), rozdziela je boczna grań Tatr odchodząca od Małej Wysokiej (Východná Vysoká) do Staroleśnego Szczytu,
- od północy i północnego zachodu z Doliną Białej Wody (Bielovodská dolina), a dokładniej z jej odgałęzieniami:
  - Doliną Świstową (Svišťová dolina), rozdziela je główna grań Tatr od Małej Wysokiej do Wielickiego Szczytu (Velický štít),
  - Doliną Litworową (Litvorová kotlina), rozdziela je kolejny odcinek głównej grani od Wielickiego Szczytu do Litworowego Szczytu (Litvorový štít),
  - Doliną Kaczą (Kačacia dolina), rozdziela je główna grań Tatr od Litworowego Szczytu po Zadni Gerlach (Zadný Gerlach),
- od zachodu z:
  - Doliną Batyżowiecką (Batizovská dolina), rozdziela je masyw Gerlacha (Gerlachovský štít) po szczyt Małego Gerlacha (Kotlový štít),
  - Gerlachowskim Kotłem (Gerlachovský kotol), rozdziela je ramię Małego Gerlacha ze szczytem Ponad Ogród Turnia (Kvetnicová veža, 2433 m n.p.m.),
  - doliną Stos (Hromadná dolina), oddzieloną Gerlachowskim Grzebieniem.

## Opis doliny
Jest otwarta w kierunku południowo-wschodnim. Dolna część doliny to płytki, zalesiony rów wcięty w grubą powłokę morenową. W górnej części znajdują się ułożone tarasowo kolejne jej partie. Pierwszy próg, tzw. Mokrą Wantę (Večný dážď), uatrakcyjniają spadające Wielicką Siklawą (Velický vodopád) wody Wielickiej Wody (Velický potok). Kolejne piętra dzielą się na mniejsze kotlinki: Wielicki Ogród (Kvetnica), Wyżni Wielicki Ogród (Horná Kvetnica) i Wielicki Kocioł (Velická kotlina). W dolinie znajdowały się dwie, obecnie zarastające już polany: Niżnia Wielicka Polana i Wyżnia Wielicka Polana.
Dolina Wielicka z obu stron ma kilka odgałęzień. Orograficznie lewymi odnogami są trzy żleby przecinające urwiska Granackich Baszt: Kwietnikowy Żleb, Granacki Żleb i Dwoisty Żleb, a także położony o wiele niżej Niedźwiedzi Żleb. Po przeciwległej stronie doliny znajdują się żleby wcinające się w masyw Gerlacha: Żleb Darmstädtera, Żleb Karczmarza, Wielicki Żleb oraz Żleb Stolarczyka.
W dolinie znajduje się kilka stawów. Największy z nich Wielicki Staw (Velické pleso) położony na wysokości 1665,5 m ma powierzchnię ok. 2,0 ha i głębokość 5,0 m. W wyższych partiach znajdują się kolejne stawy: Kwietnicowy Staw (Kvetnicové pleso), Długi Staw (Dlhé pleso) o powierzchni 0,6 ha i głębokości 6,0 m, leżący na wysokości 1929 m, Górne Kwietnicowe Stawki (Horné Kvetnicové plieska) oraz Wielickie Oka (Velické plieska) pod ścianami Wielickiego Szczytu.
Obszar doliny budują granodioryty przeplatane mylonitami. Lodowce Doliny Wielickiej miały długość ok. 7,5 km i wychodziły daleko poza obręb Tatr. Pozostał po nich rozległy morenowy teren o łącznej powierzchni ok. 10,5 km². Grubość moren dochodzi do 60 m. Najlepiej zachowały się obydwie moreny boczne, jedną z nich poprowadzona jest droga dojazdowa do „Domu Śląskiego”.
Zimą w Dolinie Wielickiej tworzy się kilka lodospadów, na których uprawiana jest wspinaczka lodowa: Birkenmajer, Čertovy ladopad, Ľady z Veľkej štrbiny, Lód przy Wielickiej Próbie, Orolin, Sopel, Welon panny młodej, Večný dážď.

## Nazewnictwo
Nazwa doliny pochodzi od miejscowości Wielka na Spiszu, nie wiadomo jednak, co oprócz potoku łączyło dolinę z tą miejscowością, jej tereny wypasane były bowiem przez mieszkańców miejscowości Gierlachów, Młynica i Wielki Sławków. W literaturze najpierw pojawiła się niemiecka nazwa doliny Fölker-Grund (1800 r.), później jako Felka-Thal, Felkaerthal, Felkerthal i inne. Od niemieckiej nazwy powstały w latach 1860–1868 polskie nazwy tej doliny: Dolina Felki, Dolina Felka, Felka. Od 1867 r. zaczęto stosować nazwę Wielka Dolina. Bronisław Gustawicz w 1883 r. zwrócił uwagę, że prawidłowo powinno się stosować nazwę pochodzącą od słowackiego nazewnictwa, a więc Wielicka Dolina, taką też nazwę upowszechnił w swoich przewodnikach Walery Eljasz-Radzikowski i przyjęła się w polskim nazewnictwie.

## Historia
Pierwsi ludzie pojawili się w dolinie już w czasach prehistorycznych, od dawna też penetrowali ją góralscy myśliwi polujący na kozice i świstaki licznie występujące na Suchej Kopie. Od XVIII wieku zwiedzali dolinę botanicy i geolodzy, w 1751 r. naukowa wiedeńska wyprawa dotarła aż pod Polski Grzebień. Od połowy XIX wieku zaczęli dolinę zwiedzać turyści, początkowo zwykle konno przyjeżdżając nad Wielicki Staw. Z Wielickiego Ogrodu zrywali bukiety kwiatów, szczególnie popularnych wówczas pełników alpejskich. Wschodnią część doliny przez dłuższy czas dzierżawił dla myśliwskich celów doktor Miklós Szontagh. Coraz częściej zaczęli też przybywać turyści z Polski przez przełęcz Polski Grzebień. Wrocławska Sekcja Śląska Węgierskiego Towarzystwa Karpackiego (MKE) wybudowała w dolinie drogi i szlaki turystyczne. W 1912 r. w wylocie doliny zbudowano pierwszą w Tatrach stałą skocznię narciarską. Nad brzegiem Wielickiego Stawu wybudowano schronisko turystyczne (tzw. schronisko Blásyego). Obecnie istniejący górski hotel „Śląski Dom” (Sliezsky dom), wybudowany pod koniec XIX wieku przez sekcję śląską MKE jest trzecim już z kolei schroniskiem w tej dolinie. Dolina należy do bardziej znanych turystom i jest często odwiedzana. Od 1986 do 1993 zginęły w niej 54 osoby.
Pierwszym turystą, który dotarł do Doliny Wielickiej zimą, był Eduard Blásy w 1873 r. Całą górną część doliny aż na Polski Grzebień przeszli zimą jako pierwsi Theodor Wundt i Jakob Horvay 17 kwietnia 1884 r.

## Szlaki turystyczne
Przez dolinę poprowadzony jest znakowany szlak turystyczny przez Polski Grzebień (Poľský hrebeň) do Doliny Białej Wody oraz Magistrala Tatrzańska (w pobliżu hotelu), która łączy w tych okolicach doliny: Batyżowiecką, Wielicką i Staroleśną.
  – zielony szlak z Tatrzańskiej Polanki wzdłuż Wielickiego Potoku nad Wielicki Staw i dalej na przełęcz Polski Grzebień.
- Czas przejścia z Tatrzańskiej Polanki nad Wielicki Staw: 1:45 h, ↓ 1:15 h
- Czas przejścia znad stawu na Polski Grzebień: 2 h, ↓ 1:30 h

  – znakowana czerwono Magistrala Tatrzańska na odcinku od Batyżowieckiego Stawu przez Gerlachowski Grzebień nad Wielicki Staw, stąd dalej na wschód do Smokowieckiego Siodełka.
- Czas przejścia znad Batyżowieckiego Stawu nad Wielicki Staw: 1 h w obie strony
- Czas przejścia znad Wielickiego Stawu na Siodełko: 2:05 h, z powrotem 2:20 h

  – do doliny wiedzie żółty szlak ze Starego Smokowca, do którego dołącza niebieski szlak z Tatrzańskich Zrębów.
- Czas przejścia ze Starego Smokowca do szlaku niebieskiego: 1:35 h, ↓ 55 min
- Czas przejścia od szlaku niebieskiego do zielonego szlaku w Dolinie Wielickiej: 45 min, ↓ 30 min

  – żółty szlak łącznikowy pomiędzy Magistralą Tatrzańską i dolną częścią szlaku zielonego. Czas przejścia od Magistrali do Doliny Wielickiej: 55 min, z powrotem 1:15 h
 – rowerowy szlak z Tatrzańskiej Polanki asfaltowaną drogą dojazdową do hotelu górskiego „Śląski Dom”